# Соленцара (річка)
Соленцара (фр. Solenzara корс. Sulinzara) — річка Корсики (Франція). Довжина 22 км, витік знаходиться на висоті 1 145 метрів над рівнем моря на східних схилах гірського каскаду Де Бавелла (aiguilles de Bavella) (1662 м). Впадає в Тірренське море.
Протікає через комуни: Куенца, Сарі-Соленцара, Конка, Соларо і тече територією департаменту Верхня Корсиката кантонами: Таллано-Скопамене (Tallano-Scopamène), Порто-Веккіо (Porto-Vecchioe), Прунеллі-ді-Фьюм'орбу (Prunelli-di-Fiumorbo).